# Kofi Awoonor
Kofi Awoonor (13 de maig de 1935–21 de setembre de 2013) va ser un poeta, acadèmic i diplomàtic originari de Ghana reconegut per una obra on combinava les tradicions poètiques pròpies de la seva nació, els ewes, amb simbolisme contemporani i religiós per retratar l'Àfrica del temps de la descolonització. Al començament de la seva carrera feia servir el pseudònim de George Awoonor-Williams. L'autor va ser un dels assassinats durant l'atac terrorista del centre comercial Westgate a Nairobi, la capital de Kenya.

## Biografia
Awoonor va néixer a Ghana, país sota el domini colonial de l'Imperi Britànic, quan encara rebia el nom de Costa d'Or. Va anar a l'Achimota School i seguí els estudis a la Universitat de Ghana, on va acabar impartint classes de literatura africana. Durant aquest període lectiu va publicar el seu primer llibre de poemes, Rediscovery (anglès: "Redescobriment"), de l'any 1964. Com la resta de la seva producció, Rediscovery està basat en gran manera en la poesia oral africana. Va ser el director de la Ghana Film Corporation i fundador del teatre Ghana Play House. Les seves primeres obres reben la influència del cant i la versificació del seu poble ewe.
Va continuar els estudis de literatura a la Universitat de Londres, i durant la seva estada a Anglaterra va escriure un seguit d'obres de teatre dirigides a la ràdio de la BBC. Durant el començament de la dècada de 1970 es va traslladar als Estats Units on va seguir estudiant i donant classes a universitats. Les seves obres This Earth, My Brother ("Aquesta terra, germà meu") i My Blood ("La meva sang") van ser escrites durant aquesta temporada. Awoonor va retornar al seu país natal el 1975 encarregat de la facultat de literatura anglesa a la Universitat de Cape Coast. Al cap de pocs mesos fou arrestat per assistir a un soldat que havia estat acusat de conspiració contra el govern militar. Després del seu pas per presó, Awoonor es va fer més actiu políticament, i la seva obra va començar a centrar-se en temes de no-ficció. Va ser nomenat ambaixador de Ghana al Brasil, càrrec que va dur a terme entre 1984 i 1988. Més endavant esdevingué ambaixador del seu país a Cuba. De 1990 a 1994 Kofi Awoonor va ser representat permanent de Ghana a les Nacions Unides, on va encapçalar un comitè contra l'Apartheid. També va ser cap del Consell d'Estat del seu país.

## Mort
El 21 de setembre, Awoonor es trobava a Kenya en qualitat de participant del Storymoja Hay Festival, un dels més importants esdeveniments en l'àmbit de la literatura africana on es reuneixen narradors i pensadors. El torn de participació d'Awoonor havia de ser el 21 de setembre de 2013, dia en el qual el grup islamista Al-Shabaab va atacar el centre comercial Westgate, on l'escriptor es trobava passejant amb el seu fill. Mentre que ell va morir a l'hospital, i la seva defunció va ser confirmada l'endemà per part del govern de Ghana, el seu fill va sobreviure. El cos d'Awoonor va ser transportat en avió a Accra i enterrat el dia 25 de setembre de 2013.

## Obres

### Poesia
- Rediscovery and Other Poems (1964)
- Night of My Blood (1971)
- The House By the Sea (1978)

### Novel·les
- This Earth, My Brother (1971)
- Comes the Voyager at Last (1992)

### No-ficció
- The Breast of the Earth: A Survey of the History, Culture, and Literature of Africa South of the Sahara (1975) Anchor Press, ISBN 0-385-07053-5
- Ghana: A Political History from Pre-European to Modern Times (1990)